# Липино (Дмитровський міський округ)
Ли́пино (рос. Липино) — присілок у складі Дмитровського міського округу Московської області, Росія.

## Населення
Населення — 69 осіб (2010; 87 у 2002).
Національний склад (станом на 2002 рік):
- росіяни — 93 %